# Alvinocaris methanophila
Alvinocaris methanophila is een garnalensoort uit de familie van de Alvinocarididae. De wetenschappelijke naam van de soort is voor het eerst geldig gepubliceerd in 2005 door Komai, Shank & Van Dover.